# تقرير التنمية الإنسانية العربية
تقارير التنمية الإنسانية العربية مجموعة تقارير يقوم بوضعها مجموعة من الباحثين العرب بشكل مستقل مع دعم من برنامج الأمم المتحدة الإنمائي، يترأس مجموعة المحررين الدكتور نادر فرجاني.
يحدد التقرير الأول لعام 2002 النواقص في البنية المجتمعية العربية التي تعوق بناء التنمية الإنسانية : الحرية وتمكين المرأة وبناء القدرات الإنسانية وخاصة المعرفة. كان التقرير الأول شديد الوطأة حيث بين في مجمله أن العرب متخلفون عن مسيرة العالم بحيث إن الدخل القومي الإجمالي لإسبانيا يفوق الدخل القومي الإجمالي لكل الدول العربية. وقد تم الحصول على هذا التقرير المكتوب باللغتين العربية والإنكليزية مليون مرة من الإنترنت، لاحتوائه على تشريح للنقص في الحرية والتعليم وتمكين النساء، وهي الأشياء التي حكمت على العالم العربي بالتخلف. أثار هذا التقرير الكثير من الجدل الواسع حول مدى مصداقيته وعلميته، واتهمه البعض بأنه لسان الغرب الناقد للعرب لكن باللغة العربية.
التقرير الثاني الذي صدر عام 2003 بعنوان (بناء مجتمع المعرفة) كان يتناول قضية نقص المعرفة في العالم العربي ومناقشة مواضيع معرفية حساسة مثل علاقة الرابطة بين الدين والتعليم الحديث.
التقرير الثالث في عام 2004 صدر بعنوان «نحو الحرية في العالم العربي» وكان يناقش نظم الحكم، وأشكال استغلال السلطة، فضلاً عن الأبعاد القانونية والمؤسساتية والدينية للإصلاح السياسي. لكن التقرير الأخير لاقى صعوبات تحول دون نشره من قبل الحكومة الأمريكية قبل الحكومات العربية لانتقاده اللاذع لحرب العراق، لكن التقرير أبصر النور أخيرا بدون تعديل.
التقرير الرابع عام 2005 تناول قضية عدم المساواة الاجتماعية بين الجنسين كعائق أمام التنمية الإنسانية في العالم العربي.
التقرير الخامس عام 2009 تناول قضية أمن الإنسان في الدول العربية، وتوصل هذا التقرير إلى أن قلة الأمن من أهم المعوقات التي تؤخر التنمية في العالم العربي.

## نصوص التقارير
- تقارير التنمية الإنسانية العربية من موقع برنامج الأمم المتحدة الإنمائي
- تقرير التنمية الإنسانية العربية 2004 (نحو الحرية في الوطن العربي)
- تقرير عام 2003.

## وصلات خارجية
- الجزيرة: تقرير التنمية الإنسانية العربية للعام 2009 حول أمن الإنسان
- انتقادات حادة لتقرير التنمية العربية 2009